# Kvärlöv
Kvärlöv est une localité suédoise située dans la commune de Landskrona en Scanie.
Sa population était de 245 habitants en 2019.